# Verwesung (Buch)
Verwesung ist ein Thriller des englischen Autors Simon Beckett. Der Roman, der 2011 im Wunderlich-Verlag erschien, ist nach Die Chemie des Todes, Kalte Asche und Leichenblässe die vierte Geschichte um den forensischen Anthropologen David Hunter. Die englischsprachige Originalausgabe trägt den Titel The Calling of the Grave.

## Handlung
Die Handlung beginnt mit einem Rückblick. Vor acht Jahren wird Dr. David Hunter zu einem Leichenfund im Dartmoor gerufen. Es stellt sich heraus, dass es sich dabei um eines der Opfer von Jerome Monk handelt, einem hünenhaften Mann, der bereits für den Mord an vier Frauen verurteilt wurde. Drei dieser Leichen wurden – bis eben zu dem beschriebenen Leichenfund – aber nicht gefunden. Aus diesem Grund wird Monk aus dem Gefängnis ins Dartmoor geholt, um die Ermittler um Ermittlungsleiter Terry Connors, Detective Bob Roper, Archäologe Prof. Wainwright und Profilerin Sophie Keller auch zu den anderen beiden noch unentdeckten Gräbern zu führen. Dieser nutzt jedoch die Chance zur Flucht, kann aber von Connors aufgehalten werden.
In der Gegenwart erfährt Hunter, dass Monk nach einem Herzinfarkt im Gefängnis ins Krankenhaus gebracht werden sollte und dabei fliehen konnte. Kurz darauf meldet sich Keller und bittet ihn sie zu treffen. Als diese jedoch nicht am Treffpunkt erscheint, fährt Hunter zu ihr und findet sie bewusstlos im Badezimmer. Später kann sie sich jedoch nicht an den Überfall erinnern.
Da Connors gegenüber Hunter die Vermutung äußerte, dass Monk sich möglicherweise an allen Beteiligten der Ermittlung rächen wolle, fährt dieser zu Prof. Wainwright, welcher an Demenz leidet. Tage später wird dieser tot aufgefunden. Als Sophie aus dem Krankenhaus entlassen wird, fährt diese mit Hunter ins Dartmoor um nach den Gräbern der anderen drei Leichen zu suchen. Dort begegnen sie jedoch Monk, der bereits einige Löcher gegraben hat und sie durch das Moor verfolgt. Hunter und Keller können entkommen.
Daraufhin wird eine Suchaktion im Dartmoor gestartet, wobei herauskommt, dass sich Monk im weitläufigen Minensystem versteckt hält. Monk bleibt aber weiterhin verschwunden. Zusätzlich stellt sich heraus, dass Connors schon seit längerem degradiert und suspendiert wurde. Sophie werden zwei Beamte zugewiesen, die ihren Schutz sicherstellen sollen. Als Monk Keller anruft und sein Kommen ankündigt, bringen diese Keller und Hunter mit dem Auto weg.
Auf der Flucht bringt Monk das Auto von der Straße ab. Beide Personenschützer erleiden schwere Verletzungen und Hunter versucht Monk daran zu hindern, Keller zu entführen, was ihm misslingt. Als Hunter Monk durch die Minen verfolgt, verliert er seine Taschenlampe und wird nach einiger Zeit orientierungslos von Monk entdeckt, der ihn zu Keller bringt und seine Geschichte erzählt.
Monk erzählt, dass er seit seiner Kindheit unter unkontrollierbaren Anfällen leidet und später keine Erinnerungen an seine Taten hat. Eines der Opfer war seine Freundin, die er bei einem seiner Anfälle getötet hatte. Er wurde gefasst und gestand auch die weiteren Morde, da er sich nicht sicher sein konnte, unschuldig zu sein. Als er acht Jahre später von einem Häftling erfuhr, dass ein Polizist Beweise manipuliert hatte, bricht Monk aus, indem er einen Herzinfarkt vortäuschte. Er wollte mit Kellers Hilfe die Gräber suchen, um seine Unschuld festzustellen.
Als Hunter feststellt, dass Keller ein Hämatom hat, führt Monk beide aus der engen Mine, um Keller ins Krankenhaus zu bringen. Monk bleibt dabei stecken und stirbt nach einiger Zeit.
Während Keller noch im Krankenhaus liegt, sucht Hunter ihr Haus auf, in dem sich auch schon Roper befindet. Als Hunter Monks Geschichte vom Polizisten erzählt, der Beweise manipuliert haben sollte, taucht Connors auf und schlägt Roper nieder. Connors erzählt, dass er derjenige war, der die anderen drei Frauen ermordet hatte und Monk die Schuld unterschieben wollte. Im anschließenden Kampf bricht das baufällige Gebäude zusammen und begräbt Connors und Roper unter sich, welche beide sterben.
Zum Schluss hat Hunter eine Eingebung und geht erneut ins Dartmoor. An einer Stelle, wo die Leichen vor acht Jahren schon von Keller vermutet wurden, wird er fündig.

## Hintergrund
Das im Buch beschriebene Dartmoor mit den Minen existiert wirklich und liegt in der englischen Grafschaft Devon. Das Dorf Padbury, wo Keller wohnt, ist jedoch eine Erfindung Becketts.

## Rezensionen
„Simon Beckett hat auf dem Thron des Krimikönigs Platz genommen.“

„Verwesung wäre kein Beckett-Krimi, wäre er nicht spannend bis zur letzten Minute. Und trotzdem vermag er nicht ganz so zu fesseln wie die Vorgänger. Die Stimmung ist weniger düster und beklemmend, die Auflösung nicht ganz so überraschend, die Schilderungen weniger grausam und detailreich.“

„Simon Beckett setzt in ‚Verwesung‘ auf die bewährten Stilelemente, die schon seine drei Vorgänger-Romane zu Bestsellern gemacht haben. Dass ‚Verwesung‘ gerade die Bestsellerlisten stürmt, hat nichts mit der Qualität des Romans zu tun, sondern mit den Vorschusslorbeeren, die Beckett zu Recht für seine drei Vorgängerromane erhielt.“

## Ausgaben
- Verwesung. Wunderlich Verlag, Reinbek 2011, ISBN 978-3-8052-0867-3. (9 Wochen lang im Jahr 2011 auf dem Platz 1 der Spiegel-Bestsellerliste)
- The Calling of the Grave. Random House Uk, Transworld Publishers 2011, ISBN 978-0-553-82559-6.